# Pre-eclampsie
Pre-eclampsie is een zwangerschapscomplicatie die gekenmerkt wordt door een combinatie van te hoge bloeddruk en eiwitverlies via de urine. In het Nederlands heet dit zwangerschapsvergiftiging en (zwangerschaps)toxicose, maar die termen worden in medische vaktaal niet meer gebruikt. De aandoening ontstaat meestal pas na 20 weken zwangerschap en komt bij 3-5% van de zwangeren voor die niet eerder zwanger zijn geweest. Vrouwen die eerder zwanger zijn geweest hebben een lagere kans op het ontstaan van pre-eclampsie. Vrouwen met pre-eclampsie in een eerdere zwangerschap met dezelfde partner hebben een kans om weer pre-eclampsie te krijgen, maar over het algemeen later in de zwangerschap en milder.

## Oorzaken
Vooralsnog is het onbekend hoe pre-eclampsie ontstaat. Mogelijk is de groei van placentaweefsel gestoord door een auto-immuunreactie van de zwangere vrouw op antigenen van de aankomende vader. Ook zijn er aanwijzingen dat erfelijkheid een rol speelt: zo komt het in bepaalde families voor dat zowel moeder als dochter in hun eerste zwangerschap pre-eclampsie ontwikkelen. In 2005 werd door onderzoek van VUmc een gen gelokaliseerd dat voor het ontstaan van pre-eclampsie verantwoordelijk kan zijn.
Ook is er een defecte ontwikkeling van de spiraalarteriën. Spiraalarteriën zijn arteriën aan moederszijde die uitmonden in de placenta. Bij pre-eclampsie zouden deze arteriën niet goed ontwikkeld zijn waardoor de doorbloeding van de placenta ook niet goed is. De verminderde placentadoorbloeding is geassocieerd met stoffen die leiden tot beschadiging van het endotheel in de bloedvaten van de vrouw overal in haar lichaam. Alle organen waar dit endotheel van belang is voor de functie (bijvoorbeeld de nieren) zullen minder goed werken.
Voor de verhoogde bloeddruk wordt de volgende verklaring gegeven: doordat de spiraalarteriën vernauwd zijn en de placenta voortdurend het moederlijke lichaam om zuurstofrijk bloed vraagt voor het kind, zal de bloeddruk van de moeder stijgen om toch nog genoeg bloed te kunnen aanleveren.

## Risicofactoren
Er zijn risicofactoren die een rol spelen bij dit ziektebeeld:
- hoge bloeddruk voor de zwangerschap
- auto-immuunziekten
- chronische nierinsufficientie
- suikerziekte[2]
- meerlingzwangerschappen
- genetisch afwijkend kind (bv. triploïdie)
- mola-zwangerschap
- hoge leeftijd
- slaapapneu
- gebruik van antidepressiva[3]
- vitamine B12-tekort door inname- dan wel opnameprobleem[4]

## Ziekteverloop
Pre-eclampsie heeft in eerste instantie dezelfde symptomen als het HELLP-syndroom. Door middel van bloedonderzoek kan worden bepaald of het om pre-eclampsie dan wel om HELLP gaat. Pre-eclampsie ontwikkelt zich in de meeste gevallen na week 20 van de zwangerschap en kan ook in het kraambed ontstaan, zelfs tot acht dagen na de bevalling. 5–10% van de patiënten met een pre-eclampsie ontwikkelt het HELLP-syndroom. HELLP kan ook op zichzelf ontstaan uit een gezonde zwangerschap, zonder dat er pre-eclampsie aanwezig is (geweest).

## Symptomen en verloop
De volgende symptomen zijn kenmerkend voor pre-eclampsie:
- hoge diastolische bloeddruk (15-20% verhoogd ten opzichte van niet-zwanger, hoewel dit criterium ter discussie staat)
- eiwituitscheiding via de urine (>300mg/dag)
- vocht wordt vastgehouden door eiwitverlies met als gevolg perifeer oedeem
- centraal oedeem met ascites (dikke buik), longoedeem (kortademigheid)

Uiteindelijk ontstaan ook klachten als gevolg van orgaanschade:
- lever: bovenbuikpijn.
- hersenen: klachten van het gezichtsvermogen (scotomen ofwel sterretjes zien) en hoofdpijn.
- nieren: verminderde urineproductie.

Orgaanschade is meestal eerder in het bloedbeeld te zien.
Pre-eclampsie heeft een grillig verloop en kan plotseling verergeren door een epileptisch insult of het ontstaan van HELLP. Zo'n epileptisch insult wordt een eclampsie genoemd. Beide situaties zijn voor zowel moeder als kind zeer gevaarlijk. Daarom is ziekenhuisopname ook altijd geïndiceerd bij pre-eclampsie.

## Behandeling
Behandeling is in principe niet mogelijk. Alleen de klachten kunnen worden onderdrukt. De enige manier om de pre-eclampsie te doen verdwijnen, is bevallen. Goede monitoring van de zwangere en foetus is dus noodzakelijk zodat constant de belangen van moeder en kind kunnen worden afgewogen. Controle gebeurt door middel van een cardiotocografie (CTG), regelmatig bloed- en urine-onderzoek en echoscopisch onderzoek.
Indien beëindigen van de zwangerschap nog niet gewenst is, en/of de ziekte nog niet ernstig genoeg is, wordt pre-eclampsie behandeld met medicatie:
- perifere vasodilatoren (brengen diastolische druk weer naar beneden)
- antihypertensivum;
- magnesiumsulfaat of diazepam tegen eclampsie
- pijnstillers.

Een bevalling kan eerder worden ingeleid of er wordt voor een (spoed-)keizersnede gekozen. Soms komt een bevalling spontaan op gang. Daarom kunnen er complicaties ontstaan: prematuriteit, dysmaturiteit en soms ook het overlijden van een kind.

## Prognose
De prognose van het kind wordt bepaald door de zwangerschapsduur waarbij het kind wordt geboren, het geboortegewicht en de ontwikkeling van het kind.
In Nederland is de sterfte van vrouwen in het kraambed 4,3 op 100.000 levendgeborenen (43% van de totale maternale sterfte) en wordt 75% van die sterftegevallen in het kraambed veroorzaakt door pre-eclampsie of HELLP. Dit komt neer op ongeveer drie sterfgevallen per jaar in Nederland.

## Verminderen kans op (complicaties bij) pre-eclampsie
Vrouwen die bij een eerste zwangerschap pre-eclampsie hadden wensen de kans op pre-eclampsie te verminderen bij een tweede zwangerschap. Hoewel 25% opnieuw pre-eclampsie krijgt, treedt dit meestal pas op in de uitgerekende periode, waardoor moeder en kind er in de meeste gevallen geen schade van ondervinden.
Calcium, acetylsalicylzuur en blootstelling aan sperma van de verwekker zijn aangewezen. Het gebruik van vitamine C en E zijn echter niet aangeraden.
- Het toedienen van een hoog gedoseerd supplement aan calcium (meer dan 1 gram per dag) kan het risico op pre-eclampsie en vroeggeboorte verminderen, vooral wanneer de calciuminname via de voeding laag is.[5]
- Vitamine C- en Vitamine E-supplementen verlagen de kans op pre-eclampsie bij zwangere vrouwen met een hoge kans op pre-eclampsie niet. Het gebruik ervan is dus niet nodig en zelfs niet aangewezen aangezien ze de kans op een laag geboortegewicht verhogen. Baby's geboren bij pre-eclampsie hebben al een lager geboortegewicht dan normaal.[bron?]
- Een zoutloos dieet en vitamine B6 lijken geen invloed te hebben op het voorkomen van pre-eclampsie.
- Het gebruik van foliumzuur (vitamine B11) lijkt het risico op pre-eclampsie niet significant te verlagen.[6][7][8]
- De bloeddrukverlager methyldopa kan gebruikt worden voor het verlagen van de bloeddruk.[bron?]
- Magnesiumsulfaat wordt toegediend om de kans op het optreden van stuipen te verminderen. Het halveert ook het risico op eclampsie.
- Lage seleen-waarden worden geassocieerd met een hogere kans op voorkomen van pre-eclampsie[bron?]
- Het gebruik van aspirine lijkt van toegevoegde waarde, aangezien het de kans op pre-eclampsie verlaagt.

In een tweede zwangerschap, waarbij het lichaam gedurende de vorige zwangerschap heeft kunnen wennen aan het lichaamsvreemde genetisch materiaal van de vader dat aanwezig is in de moederkoek, komt pre-eclampsie minder vaak voor. Dit geldt echter weer niet als een tweede of volgende zwangerschap van een andere partner is.

## Nazorg
Zowel pre-eclampsie als het HELLP-syndroom kunnen langdurig het welzijn van de vrouw beïnvloeden. De klachten, gedwongen bedrust, een vroeggeboorte en soms het verlies van een kind zijn daarvan oorzaken. Lichamelijke klachten die ontstaan zijn als gevolg van pre-eclampsie blijven lang bestaan, vaak tot een jaar na de bevalling. Psychische klachten kunnen veel langer blijven bestaan. Voldoende nazorg is daarom van belang, ook contact met lotgenoten kan helpen bij de verwerking van de gebeurtenissen.